# Die Olsenbande schlägt wieder zu
Die Olsenbande schlägt wieder zu ist eine dänische Kriminalkomödie aus dem Jahr 1977. Es handelt sich um den neunten Film mit der Olsenbande.

## Handlung
Egon, Kjeld und Benny wollen wieder einmal einen Tresor in einer Fabrik knacken. Egons Plan wird aber ruiniert, weil der bisherige Wachmann in den Ruhestand gegangen ist und der neue Wachmann auf dem Sofa neben dem Tresor schläft. Egon wird verhaftet.
Nach Egons diesmaliger Haftentlassung wird er damit konfrontiert, dass Benny und Kjeld nichts mehr von seinen Verbrechensmethoden wissen wollen, da sie diese als hoffnungslos veraltet ansehen. Stattdessen setzen sie ihr Vertrauen in Yvonnes Neffen Georg, der in den USA studiert hat und auf Verbrechen mit Hilfe modernster Computertechnik setzt. Widerwillig muss Egon bei Georgs Coup mitwirken, bei dem er vom Anführer zum simplen Handlanger verkommt. Egon steckt einen Nagel in die Antennenbuchse des Computers und setzt diesen außer Gefecht, so dass nur noch Computerspiele damit zu spielen sind. Georg verlässt wutentbrannt das Gebäude und überlässt die drei wieder sich selbst.
Nun kann Egon sich mit Kjeld und Benny an die Ausführung seines eigentlichen Planes machen. In dessen Zentrum steht der korrupte Politiker Holm-Hansen, der den Butterberg der Europäischen Gemeinschaft unter der Hand ins Ausland weiterverkaufen will. Die Butter steht bereits in Kühlwagen auf einem Bahnhof bereit. Yvonne jedoch verlangt, dass sie Georg wieder ins Boot holen, da sie derzeit den Führerschein macht und auf „funktionierende Pläne“ angewiesen ist.

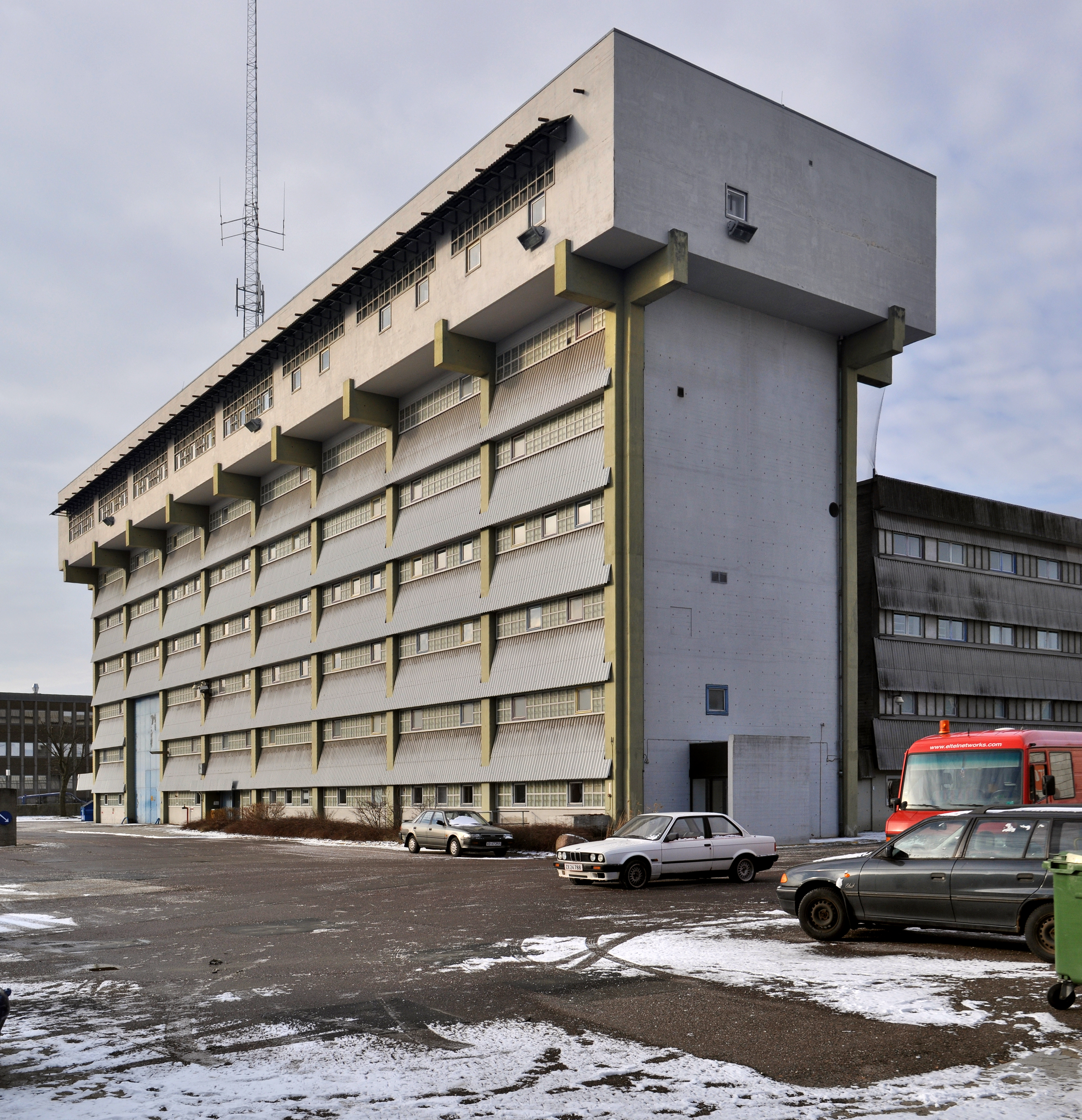
Umspannwerk Bellahøj, Kopenhagen – Drehort für die Kopenhagener Filiale der Weltbank

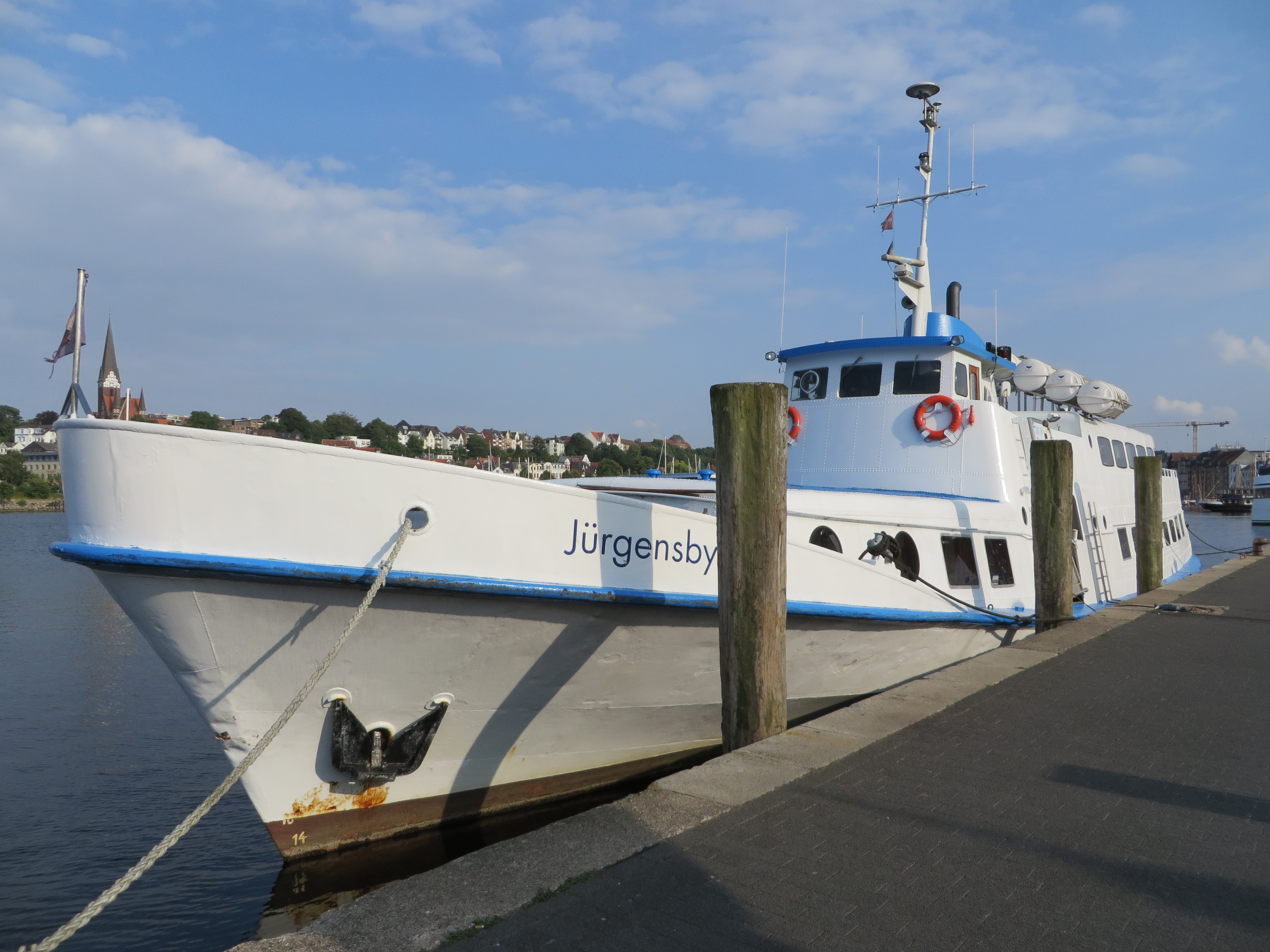
Das ehemalige Flensburger Schiff Jürgensby, das Hallandsen getarnt nach Kopenhagen bringt (2014)

Es gelingt den drei Ganoven, den Käufer der Butter in eine Falle zu locken, indem sie zunächst seinen Tank anzapfen und anschließend einen Banküberfall vortäuschen. Da der korrupte Politiker denkt, die Polizei komme seinetwegen, ist er so abgelenkt, dass Egon das Geld stehlen und es in einem Bahnhofsschließfach verstecken kann. Holm-Hansen beauftragt daraufhin Meister Hansen, Egons Erzfeind, und das Dumme Schwein, Egon und seine Komplizen zu finden und zu beseitigen. Meister Hansen gelingt es tatsächlich, Egon und das Geld zu schnappen. Als auch Benny gefangen genommen wird, ist Kjeld auf sich allein gestellt. Es gelingt ihm, das Dumme Schwein außer Gefecht zu setzen und seine Freunde zu retten. Wieder zu Hause finden sie heraus, dass das Geld und die dazugehörigen Dokumente in die Kopenhagener Filiale der Weltbank gebracht wurden, um alles bis zum Abschluss des Geschäfts zu verstecken. Egon merkt, dass er Georgs Hilfe benötigt, um das komplizierte Sicherheitssystem zu überwinden. Widerwillig arbeiten sie daher noch einmal zusammen.
Egon, Kjeld und Benny gelingt es, sich im Tresorraum einschließen zu lassen, die Dokumente zu entwenden und aus dem Tresor wieder zu entkommen. Als Georg die Tür öffnen soll, fängt der Computer wieder an zu spinnen und Computerspiele anzuzeigen. Gerade rechtzeitig klärt Egon ihn per Funk über den Nagel auf und so kann Georg die benötigte Tür öffnen. Der Bande gelingt gerade rechtzeitig die Flucht. Wieder zuhause werden Egon und Georg von Meister Hansen, der auch zuvor erfolglos versucht hatte, ihn mit einer Bombe zu töten, und dem Dummen Schwein gefangen genommen. Yvonne, Kjeld und Benny rasen mit Yvonnes Fahrlehrer hinterher und liefern sich eine wilde Verfolgungsjagd durch die Straßen von Kopenhagen. In einem Industriegebiet gelingt es ihnen schließlich, die Entführer zu stellen, als Meister Hansen versehentlich anstatt Yvonnes Auto das des Dummen Schweins mit einem Stahltor durchschneidet. Das Dumme Schwein rast daraufhin mit seiner Autohälfte gegen einen Schornstein. Egon flieht. Georg verlässt wutentbrannt das Land, nachdem ihm klar geworden ist, dass die Pleite bei seinem ersten Coup nur Egon zu verdanken war.
Meister Hansen und das Dumme Schwein werden verhaftet und nehmen die Schuld für Egons sämtliche Verbrechen auf sich. Als Egon erfährt, dass Meister Hansen die Lorbeeren kassiert, stürmt er zur Polizei und legt für alle vorausgegangenen und von Kriminalkommissar Jensen ungelösten Fälle ein Geständnis ab. Jensen, der die Dokumente über den Butterberg in die Finger bekam, wird wegen der Fälle, die er nicht lösen konnte, und der Tatsache, dass er Holm-Hansen ins Gefängnis gebracht hat, in die Abteilung für gestohlene Polizeikennzeichen strafversetzt. Egon wird verhaftet, und Yvonne zerstört das gesamte erbeutete Geld in einer Waschmaschine. Am Ende erfährt man, dass der Butterpreis extrem stark angestiegen ist, da die 30.000 Tonnen Butter in den Waggons ruiniert wurden und dadurch in diesem Sommer ein starker Gestank über der EG lag.

## Deutsche Synchronisationen
Wie alle Teile der Reihe wurde der Film in der DDR von der DEFA synchronisiert. Egon, Benny und Kjeld wurden wie üblich von Karl Heinz Oppel, Peter Dommisch und Erhard Köster gesprochen. Helga Hahnemann war zum dritten und letzten Mal als Yvonne-Synchronstimme zu hören. Der bekannte Schauspieler und Entertainer Rolf Herricht, im Fernsehen der DDR ein häufiger Sketchpartner Helga Hahnemanns, sprach den Fahrlehrer Larsen. Er starb nur rund zwei Monate, nachdem der Film im Juni 1981 seine DDR-Premiere hatte. Viktor Deiß lieh Georg seine Stimme, Karl-Maria Steffens sprach den von Arthur Jensen gespielten Parkwächter. Die Synchronregie führte Hans-Robert Wille.
Aus politischen Gründen wurden in der DEFA-Synchronfassung einige Änderungen gegenüber dem Original vorgenommen:
- Die Butter sollte im dänischen Original nach Russland verkauft werden, da dort Buttermangel herrscht. In der DEFA-Fassung wurden aus Russland „die unterentwickelten Länder“.
- Kjelds Beschwerde, dass sein Neffe „nur Alkohol und Marxismus im Kopf“ habe, wurde in der DEFA-Synchronisation zu „nur Alkohol und Weiber im Kopf“ geändert.

In Westdeutschland erschien 1990 die Synchronisation des ZDF unter dem Titel Butter, Brot und Bonzen.